# پلیس مرزبانی اسرائیل
پلیس مرزبانی اسرائیل (عبری: מִשְׁמַר הַגְּבוּל‎، Mishmar HaGvul، به معنی گارد مرزی) نیروی ژاندارمری (به معنی نیروی نظامی که به نیروی پلیس هم کمک می‌کند) شاخه ای از پلیس اسرائیل است که علاوه بر مسئولیت مرزبانی با نیروهای دفاعی اسرائیل نیز یاری می‌رساند و در عملیات ضد تروریست هم شرکت می‌کند.